# Saudade

Saudade (1899) van Almeida Junior

Saudade is een woord uit het Portugees en het Galicisch. Het beschrijft de mengeling van gevoelens van verlies, gemis, afstand en liefde. In het Nederlands wordt het vaak vertaald met heimwee, melancholie of weemoed. Het is echter een van de moeilijkst vertaalbare woorden. In een onderzoek van Today Translations onder meer dan 1000 linguïsten werd saudade op de zevende plek van de moeilijkst vertaalbare woorden ter wereld geplaatst, één plaats lager dan het Nederlandse "gezellig".
Het woord saudade komt uit het Latijn, van "solitas" (eenzaamheid) en is onder invloed van het woord "saudar" (groeten, herkennen) geëvolueerd tot saudade. Het is een van de meest voorkomende woorden in de Portugese liefdespoëzie en muziek. Het begrip is onlosmakelijk verbonden met de nationale zang van Portugal, de fado. Saudade is in Brazilië verbonden aan de bossanova. In Kaapverdië is saudade (of in het Kaapverdisch-Creools: sodade) verbonden met de morna, de nationale muziekstroming van de Kaapverdische eilanden. Sodade is ook de titel van een bekend lied van de Kaapverdiaanse zangeres Cesária Évora.
In Brazilië wordt op 30 januari de dia da saudade, "dag van de saudade" gevierd.

## Oorsprong
Er wordt aangenomen dat de term is geïntroduceerd in de tijd van de Portugese ontdekkingsreizen, toen de Portugezen de behoefte en noodzaak hadden om hun gevoel van heimwee naar het thuisland en geliefden uit te drukken. De term duidt dan ook op de melancholie die wordt veroorzaakt door de herinnering; de pijn die men voelt als gevolg van de afwezigheid of verdwijning van personen, dingen, toestanden of acties. De oorsprong van het woord wordt direct in verband gebracht met de zeevaardersmentaliteit van de Portugezen.

## Gebruik
De beroemde Portugese dichter en schrijver Fernando Pessoa schreef over saudade het volgende: "Saudades, só os portugueses conseguem senti-las bem, porque têm essa palavra para dizer que as têm". In het Nederlands betekent dit: "Saudades; alleen de Portugezen kunnen het goed voelen, omdat zij een woord hebben om te zeggen dat ze saudades hebben".
Men kan saudade voor vele dingen voelen:
- voor iemand die is overleden;
- voor een geliefde die ver weg of afwezig is;
- voor een goede vriend;
- voor iemand die of iets (eten, muziek) wat men lang niet heeft gezien of gehoord;
- voor iemand met wie men lang niet heeft gesproken.

Er bestaat ook een uitdrukking "matar a saudade" (of "matar saudades", letterlijk "saudade doden"). De betekenis hiervan is het verdwijnen (zij het slechts tijdelijk) van dit gevoel. Het is mogelijk de "saudade te doden" door terug te denken, oude foto's of video's te bekijken, over het onderwerp te praten of contact te leggen met degene voor wie men de saudade voelt. In het zuiden van Portugal bestaat ook de uitdrukking "mandar saudades" (letterlijk: "saudade sturen"), waar het hetzelfde betekent als iemand de groeten doen.